# História da Etiópia
A história da Etiópia está documentada como uma das mais antigas do mundo. Segundo descobertas recentes, a espécie Homo sapiens seria originária dessa região e daí se teria espalhado pelo mundo.
Junto com os países vizinhos de Eritreia, Sudão, Djibouti, Somália e Somalilândia, esta região hospedou também o Império de Axum. A origem de Axum, por sua vez, remonta ao reino de Sabá (ou Shebah), no Iêmen, referido na Bíblia, que, por volta do ano 1000 a.C., se estendia, aparentemente, por todo o Corno de África e por parte da Península Arábica.
Desde aproximadamente o século IV a.C. os gregos chamavam de "Etiópia" a todos os países com população de raça negra, sem distinguir reinos nem países. Portanto, a Etiópia, segundo os gregos poderia ser a Núbia do sul de Egito e Sudão, ou poderia ser o Império de Axum, que se concentrava nos arredores da Eritreia e ao norte da própria Etiópia, mas não há certeza histórica sobre isso.
Fontes gregas referem que o Império de Axum era extremamente rico no século I e a cidade de Adúlis (que fica no país vizinho da Eritreia) é frequentemente mencionada como um dos mais importantes portos de África. Documentos oficiais, contudo, colocam a cidade de Axum como a capital onde se encontrava a corte da Rainha de Sabá. Esse reino tinha, no século II, direito de receber tributos de estados da Península Arábica e tinha inclusivamente conquistado o Reino de Cuxe, no actual Sudão. 
Há indicações do carácter cosmopolita desse reino, com populações judaicas, núbias, cristãs e mesmo minorias budistas.

## Pré-história

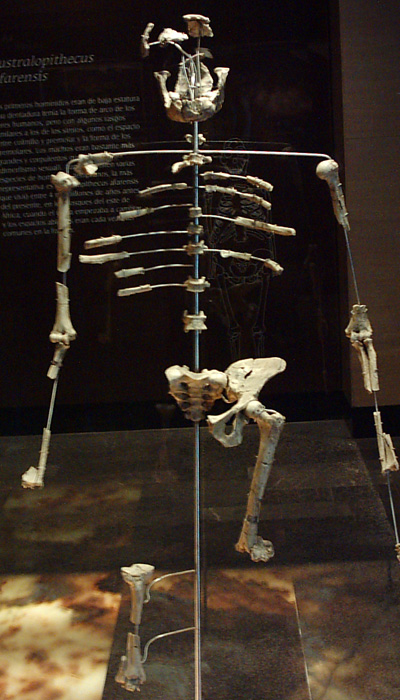
Lucy, Australopithecus afarensis

A Etiópia é considerada uma das áreas mais antigas de ocupação humana do mundo, senão a maior, de acordo com algumas descobertas científicas. Lucy, descoberta no no Vale de Awash da região Afar da Etiópia, é considerado o segundo mais antigo, mais bem preservado e mais completo fóssil adulto Australopithecus. A espécie de Lucy é chamada de Australopithecus afarensis, que significa 'macaco do sul de Afar', região da Etiópia onde a descoberta foi feita. É estimado que Lucy tenha vivido na Etiópia a 3,2 milhões de anos atrás. Houve várias outras descobertas notáveis de fósseis no país, incluindo o fóssil humano mais velho, Ardi.
Por volta do século VIII a.C., um reino conhecido como Dʿmt foi estabelecido ao norte da Etiópia e Eritreia, com sua capital em Yeha, norte etíope. Muitos historiadores modernos consideram esta civilização nativa da África, embora influenciada pelos sabeus, por causa de sua tardia hegemonia do Mar Vermelho, enquanto outros consideram os Dʿmt como o resultado de uma mistura dos sabeus e populações indígenas. No entanto, ge'ez, a língua semítica mais antiga da Etiópia, é agora considerada não sendo derivada  dos sabeus (também semitas do sul). Há evidências da presença de povos semíticos na Etiópia e na Eritreia pelo menos no início de 2 000 a.C.. A influência sabeia é agora considerada por ter sido menor, limitada a poucas localidades, e desaparecendo após poucas décadas ou um século, talvez representando uma colônia comercial ou militar em algum tipo de simbiose ou aliança militar com a civilização etíope de Dʿmt.
Após a queda dos Dʿmt no século IV a.C., o planalto veio a ser dominado por reinos sucessores menores, até a ascensão de um desses reinos durante o século I a.C., o Império Axumita, ancestral da Etiópia moderna e medieval, que era capaz de reunir a área. Eles estabeleceram bases nas terras altas do norte do Planalto Etíope e de lá, expandiram-se em direção ao sul. A figura religiosa persa Maniqueu listou Axum junto a Roma, Pérsia, e China como uma das quatro grandes potências de seu tempo.

### Dinastias Etíopes
O Reino Zagué governou algumas partes da região em que atualmente se situam a Etiópia e a Eritreia de, aproximadamente, 1137 a 1270. O nome da dinastia vem do povo Agau, que falam línguas cuxíticas, ao norte da Etiópia. O Estado mais conhecido da região era o reino cristão nas montanhas setentrionais da Etiópia, que em 1270 passou das mãos do Reino Zagué para o Reino Salomônida. Iecuno-Amelaque, com a ajuda da dinastia vizinha Makhzumi, depôs o último dos reis Zagué e se casou com uma de suas filhas. 

### Reino Salomônida (1270-XVI)
Sob a dinastia salomônida, as principais províncias tornaram-se Tigré (norte), o que é agora Amara (central) e Xoa (sul). A sede do governo, ou melhor, da soberania, geralmente ficava em Amara ou Xoa, cujo governante, chamando a si mesmo de nəgusä nägäst, exigia tributo, quando podia, das outras províncias. O título de nəgusä nägäst era em grande parte baseado em sua suposta descendência direta de Salomão e da rainha de Sabá; mas é desnecessário dizer que em muitos, se não na maioria, dos casos seu sucesso se deveu mais à força de suas armas do que à pureza de sua linhagem. 
Os primeiros tempos da dominação salomônida foram marcados por grandes dificuldades, uma vez que essa nova dinastia teve de consolidar tanto sua autoridade dentro do reino cristão quanto suas relações com os povos vizinhos. A tarefa mais árdua era estabelecer relações harmoniosas com as colônias e grupos muçulmanos, cujo poder estava aumentando, na região entre o golfo de Aden e o vale do Awash. Durante os primeiros 50 anos da hegemonia salomônida, as relações entre cristãos e muçulmanos atingiram um ponto de equilíbrio forçado. Foi somente durante o reinado decisivo do enérgico Amde Tsion (1314‑1344), neto de Iecuno-Amelaque, que o reino cristão, pouco a pouco, estendeu sobre a região o domínio militar, que se manteve durante todo o período. 
O território dos salomônidas ainda se limitava ao antigo território do reino de Zagué. Amde Tsion, então, empreendeu campanhas contra os chefes reinantes de Damot e Hadya, de 1316 a 1317, e, pouco depois, contra Godjam. Todas as campanhas foram completadas com sucesso e os territórios foram anexados ao reino salomônida. Além das terras, os novos territórios proporcionaram grandes populações para o exército e garantiram o controle completo sobre os terminais das rotas comerciais provenientes do golfo de Aden.  As revoltas contra Amde Tsion eram comuns, não só nas províncias recém-conquistadas, mas também em outras áreas já bem integradas ao reino. Por volta de 1320, por exemplo, Tsion teve que reprimir uma revolta de cristãos no norte da província do Tigré. 
Os reis salomônidas administravam seus vastos territórios de forma singular. Ao invés de se fixarem em uma capital permanente, era optado por uma corte itinerante, estabelecendo acampamentos móveis que acompanhavam o monarca em suas viagens por todo o reino. A corte imperial era sempre o centro da vida econômica e política para todos os súditos do reino, com uma multidão de pessoas de todas as partes do império seguindo-a em seus deslocamentos. O acampamento real também tendia a se tornar um centro de troca de provisões e mercadorias. As conquistas de Amde Tsion não apenas expandiram a corte e o exército, mas também trouxeram riqueza para o rei e seus sucessores. 
Quanto ao cenário étnico e linguístico da Etiópia, ele é extremamente antigo e complexo. Grupos congolês-kordofanês e khoisan, junto com duas outras grandes famílias linguísticas africanas, a afro-asiática e a nilo-saariana, estão estabelecidos há muito tempo na região. O grupo afro-asiático é o mais relevante em termos de distribuição e interesse, pois três de seus seis ramos são falados no Chifre da África – o semítico, o cuxítico e o omótico – cada um com uma diversidade considerável de dialetos. 

### Contacto restaurado com a Europa
No início do século XV, a Etiópia procurou realizar contactos diplomáticos com reinos europeus pela primeira vez desde os tempos dos axumitas. Uma carta do Rei Henrique IV de Inglaterra ao Imperador da Abissínia ainda existe. Em 1428, o Imperador Yeshaq, da Etiópia, enviou dois emissários para Afonso V de Aragão, que enviou emissários retornando, porém estes falharam em completar a viagem de retorno. As primeiras relações contínuas com um país europeu começaram em 1508, com Portugal, sob o Imperador Lebna Dengel, que havia acabado de herdar o trono de seu pai. Na embaixada enviada em 1515 em resposta ao envio a Portugal do embaixador etíope Mateus, seguia Francisco Álvares, que faria um relato do reino, incluindo o testemunho de Pêro da Covilhã.

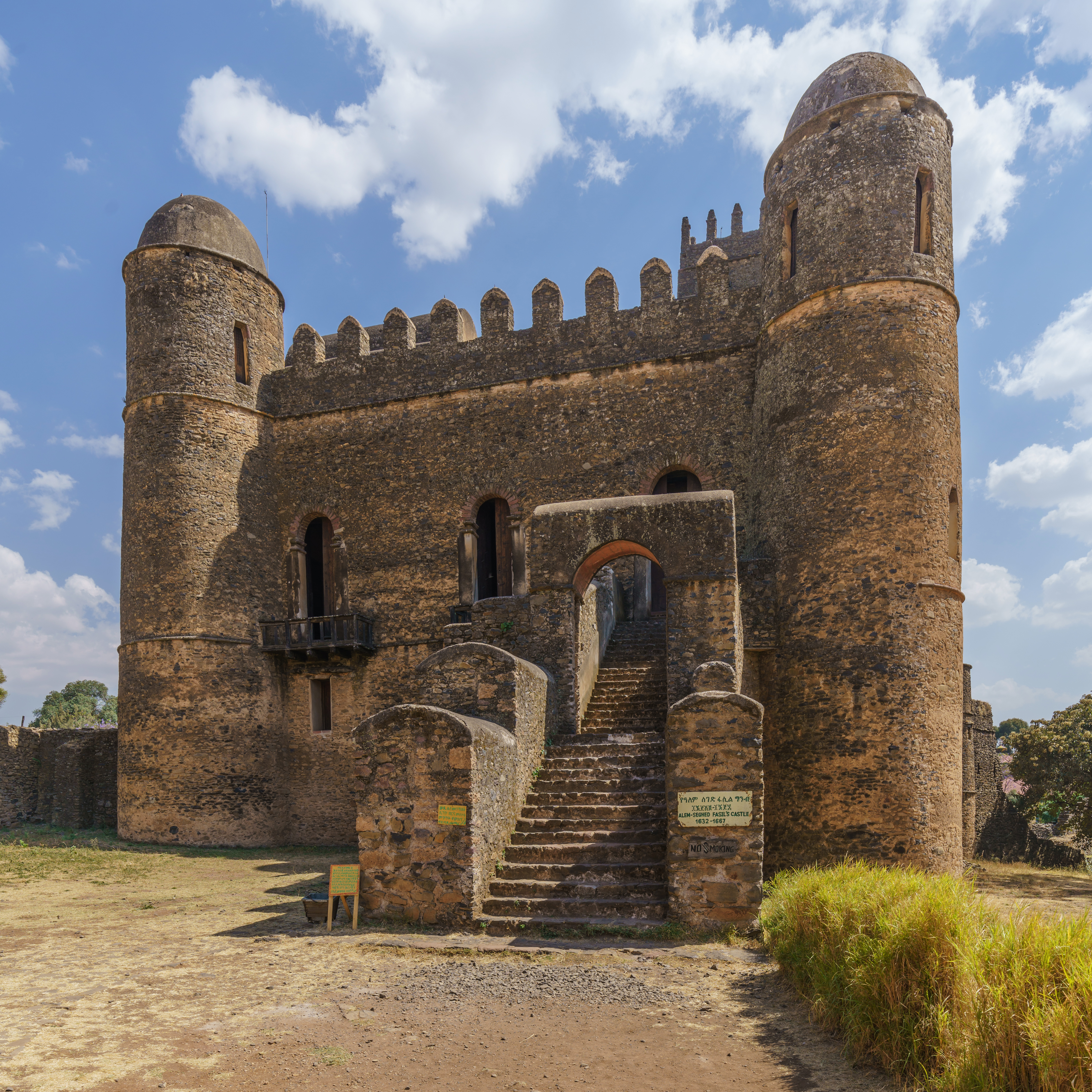
Castelo do Rei Fasilides.

Isto provou ser um passo importante, pois quando o Império foi submetido aos ataques do General Adal e Imame, Ahmad ibn Ibrihim al-Ghazi, Portugal ajudou o Imperador etíope, enviando-lhe armas e quatrocentos homens, que ajudaram seu filho Gelawdewos a derrotar Ahmad e restabelecer seu governo. Esta guerra Etíope-Adal foi também uma das primeiras guerras procuração na região, tornando-se quando o Império Otomano e Portugal tomaram conta das partes envolventes no conflito. Em 1624, o Imperador Susenyos converteu-se ao Catolicismo, ano de revolta e agitação civil, resultando em milhares de mortes. Os missionários jesuítas ofenderam a fé ortodoxa dos etíopes locais, e em 25 de junho de 1632, o filho de Susenyos, o Imperador Fasilides, declarou a religião do Estado sendo novamente a Igreja Ortodoxa Etíope, e expulsou os missionários jesuítas e outros europeus.

## Zemene Mesafint
Tudo isto contribuiu para o isolamento da Etiópia, de 1755 a 1855, período chamado de Zemene Mesafint ou "Idade dos Príncipes". Os imperadores tornaram-se figurativos, controlados por senhores de guerra, como Ras Mikael Sehul de Tigré, e pela dinastia Oromo Yejju, que mais tarde levou ao domínio dos Gondar no século XVII, mudando o idioma da corte de aramaico para afaan oromo.
O isolacionismo etíope terminou após uma missão britânica que concluiu uma aliança entre as duas nações; no entanto, não foi até 1855 que a Etiópia foi completamente unida e o poder do Imperador foi restaurado, começando com o reinado do Imperador Tewodros II. Após sua subida ao poder, apesar de ainda haver grandes forças centrífugas, ele começou modernizando a Etiópia e recentralizando o poder no Imperador, e o país começou a tomar parte dos assuntos externos mais uma vez.

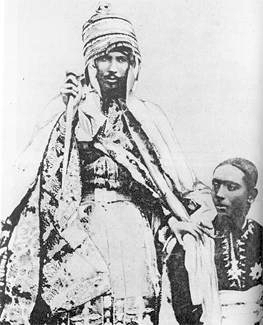
Yohannes IV, Imperador da Etiópia e Rei de Zion, com seu filho, Ras Araya Selassie Yohannis.

Porém, o governo de Tewodros sofreu várias rebeliões. Milícias Oromos do norte etíope, rebeliões tigrínias e as constantes incursões do Império Otomano e forças egípcias próximas ao Mar Vermelho, trouxe o enfraquecimento e a consequente queda de Tewodros II, que morreu após sua última batalha com uma força expedicionária britânica. Em 1868, a Etiópia e o Egito entraram em guerra em Gura. As forças do norte etíope, lideradas pelo Imperador Yohannes IV, derrotaram os egípcios decisivamente.
Em 1889 e o início da década de 1890, Sahle Selassie, como rei de Shewa, e após o reinado de Menelik II, com a ajuda da milícia Shewan Oromo de Ras Gobena, começou a expandir seu reino ao sul e ao leste, expandindo dentro de áreas que ainda não haviam sido exploradas desde a invasão de Ahmed Gragn, e outras áreas que nunca estiveram sob seu governo, resultando nas fronteiras da Etiópia de hoje em dia. A Grande Fome da Eritreia que afetou o país de 1888 a 1892 reduziu cerca de um terço da população.

### Ida da Europa para a África
Os anos 1880 foram marcados pela Conferência de Berlim e a modernização da Etiópia, quando os italianos começaram a rivalizar com os britânicos por influência com regiões vizinhas. Asseb, um porto próximo à entrada do sul do Mar Vermelho, foi comprada em março de 1870 do sultão afar local, vassalo do imperador etíope, por uma companhia italiana, a qual em 1890 levou à colónia italiana da Eritreia. Conflitos entre os dois países resultaram na Batalha de Adwa, em 1896, através da qual os etíopes derrotaram os italianos e permaneceram independentes, sob o governo de Menelik II. A Itália e a Etiópia assinaram um tratado provisório de paz em 26 de outubro de 1896.

### Haile Selassie

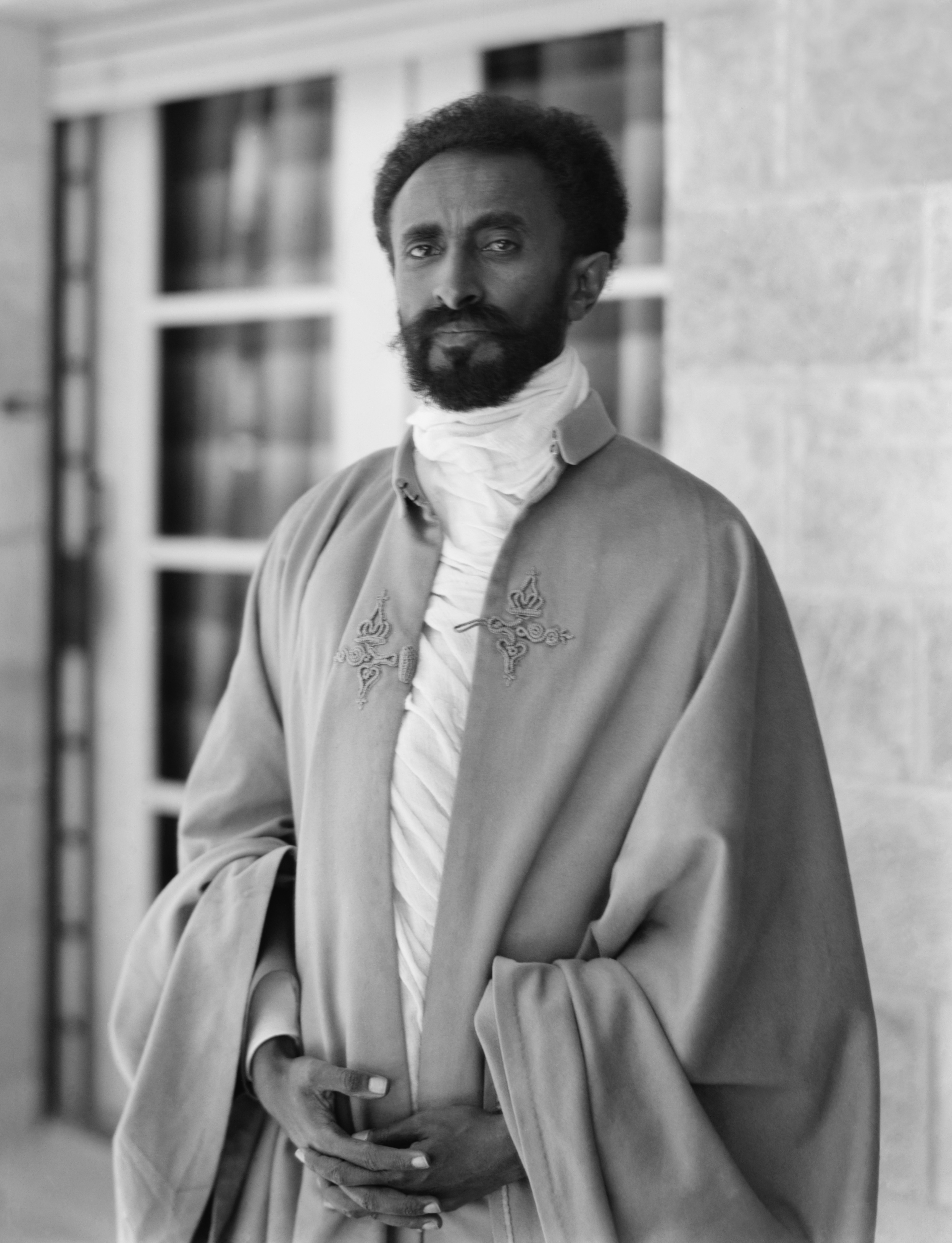
O reinado de Haile Selassie como Imperador da Etiópia é o mais conhecido e talvez o mais influente na história da nação. Ele é visto como a encarnação de Jah, pelo Movimento Rastafari.

Haile Selassie chegou ao poder em 1916, após Iyasu V ser deposto, quando foi nomeado Ras e Regente (Inderase) pela Raínha Zewditu, viúva de Menelik II, de fraca saúde. Após a morte de Zewditu ele foi coroado Imperador em 2 de novembro de 1930. Foi Selassie que empreendeu a modernização da Etiópia.
Tendo nascido de pais das três principais etnicidades etíopes (Oromo, Amhara e Gurage) e após ter desempenhado um papel preponderante na formação da Organização da Unidade Africana, Haile Selassie ficou conhecido como uma figura de influência tanto da Etiópia, como do Continente Africano.
Entretanto a independência do povo etíope foi guarantida no fim da Segunda Guerra Ítalo-Etíope e a inclusão a esfera de influencia italiana (1936–1941). Durante a guerra, Haile Selassie, percebendo que perderia o seu poder imperativo sobre a nação, apelou à Liga das Nações em 1935, fazendo um discurso, que por causa da propaganda internacional anti-italiana, fez dele uma figura popular nos paises aliados, sendo concedido o titulo Homem do ano pela revista Time em 1935. Após a entrada da Itália na Segunda Guerra Mundial, o Império Britânico, junto as guerrilhas etíopes separatistas, tomou a Etiópia no curso da Campanha da África Oriental de 1941, seguida pela fragmentação que tornou a etiópia seu próprio estado (com condições, claro) em 31 de janeiro de 1941 e o reconhecimento britânico da soberania completa (isto é, sem anexação colonial britânica) com a assinatura do Acordo Anglo-Etíope em dezembro de 1944. Durante 1942 e 1943, houve uma tentativa de empurrar os invasores aliados da Etiópia. Em agosto de 1942, Haile Selassie, por pressão internacional, emitiu uma proclamação proibindo a escravidão.
Em 1952, Haile Selassie orquestrou uma federação com a Eritreia, a qual viria a ser dissolvida em 1962. Esta anexação desencadeou a Guerra de Independência da Eritreia. Embora Haile Selassie tenha sido visto como herói internacional, muitas vozes se voltaram contra sua tirania, em vista da crise mundial do  petróleo de 1973, da escassez de alimentos, da incerteza a respeito da sucessão, das guerras fronteiriças e do descontentamento na classe média com a estagnação econômica do país.[carece de fontes?]
O reinado de Selassie chegou ao fim em 1974, quando uma junta militar marxista-lenista, a chamada Derg, liderada por Mengistu Haile Mariam, o depôs e estabeleceu um estado unipartidário.

## Comunismo
O regime que se seguiu sofreu vários golpes, rebeliões, secas em grande escala, e um problema de refugiados imenso. Em 1977, houve a Guerra de Ogaden, quando a Somália capturou a região de Ogaden inteira, porém a Etiópia só foi capaz de recapturar Ogaden após sérios problemas graças a um afluxo maciço de equipamentos militares soviéticos e a presença militar de Cuba, junto à Alemanha Oriental e o Iémen do Sul no ano seguinte.
Centenas de milhares de pessoas foram mortas como resultado do Terror Vermelho, das deportações forçadas e da fome, durante o governo de Mengistu.[carece de fontes?] O Terror Vermelho  foi realizado em resposta ao que o governo chamou de Terror Branco, supostamente uma cadeia de eventos violentos, assassinatos e mortes promovidos pela oposição. Em 2006, após um longo julgamento, Mengistu foi considerado culpado por genocídio.
No início dos anos 1980, uma série de períodos de fome atingiu a Etiópia, afetando cerca de 8 milhões de pessoas, levando 1 milhão à morte. Insurreições contra o governo comunista surgiram, em particular, nas regiões do norte de Tigré e a Eritreia. Em 1989, a Frente de Libertação dos Povos Tigrínios (FLPT) fundiu-se com outros movimentos de oposição para formar a Frente Democrática Revolucionária dos Povos Etíopes (FDRPE). Paralelamente, a União Soviética começou a retirar-se do Mundo Comunista sob as políticas de glasnost e perestroika de Mikhail Gorbachev, marcando uma drástica redução na ajuda externa à Etiópia dos países do bloco socialista. Isto resultou em dificuldade econômicas ainda mais intensas e o colapso do militarismo, em face às investidas das forças das guerrilhas do norte. O colapso do comunismo em geral, e do Leste Europeu durante as Revoluções de 1989, conincidiram com a parada da ajuda soviética à Etiópia em 1990. A visão estratégica de Mengistu rapidamente se deteriorou.
Em maio de 1991, as forças da FDRPE avançaram em Addis Ababa e a União Soviética não pôde intervir para salvar o lado do governo. Mengistu fugiu do país e se exilou no Zimbabwe, onde ele ainda mora. Foi instituído um governo de transição, composto de um Conselho de Representantes, com 87 membros, guiado por uma carta nacional que funcionou como uma constituição de transição. Em junho de 1992, a Frente de Libertação de Oromo se retirou do governo; em março de 1993, membros da Coalização Democrática de Povos do Sul da Etiópia também deixaram o governo. Em 1994, uma nova constituição foi escrita, formando uma legislatura bicameral e um sistema judicial. A primeira eleição livre e democrática teve lugar em maio de 1995, quando Meles Zenawi foi eleito primeiro-ministro e Negasso Gidada foi eleito presidente, embora haja suspeitas [carece de fontes?] de que Zenawi tenha fraudado as eleições, tendo em vista a sua baixa popularidade na Etiópia.

## Anos recentes
Em 1993, foi realizado um referendo supervisionado pela missão das Nações Unidas chamada UNOVER, com sufrágio universal na Eritreia (entre comunidades eritreias na diáspora), no qual os eritreus deveriam manifestar-se  a favor da independência ou da união com a Etiópia. Quase 99% da população eritreia votou pela independência, que foi declarada em 24 de maio de 1993.
Em 1994, foi adotada uma constituição e as primeiras eleições pluripartidárias da Etiópia foram realizadas  no ano seguinte. Em maio de 1998, uma disputa fronteiriça com a Eritreia levou os dois países a uma guerra, que durou até junho de 2000. Esse conflito prejudicou a economia da nação mas fortaleceu a coalizão governista. Em 15 de maio de 2005, a Etiópia realizou novas eleições pluripartidárias, que foram altamente disputadas, com um dos grupos de oposição alegando fraude. Embora o Carter Center tenha aprovado as condições de pré-eleição, foi expressa a sua insatisfação em relação às condições pós-eleitorais. Observadores continuaram a acusar o partido do governo de manipulação de votos. A comunidade internacional dividiu-se sobre o assunto, com representantes do governo irlandês acusando os observadores da eleição de corrupção de "vazamentos imprecisos acerca da monitoração das eleições de 2005, o que levou a oposição a erroneamente crer que eles teriam forjado a vitória." Os partidos de oposição ganharam mais de 200 assentos parlamentares, sendo que haviam conquistado apenas 12 nas eleições de 2000. Apesar de muitos representantes da oposição entrarem no parlamento, alguns líderes do partido CUD foram indevidamente presos após a violência pós-eleitoral. A Anistia Internacional considerou-os "prisioneiros de consciência" e eles foram posteriormente soltos.